# Emirados Árabes Unidos nos Jogos Paralímpicos de Verão de 2012
Os Emirados Árabes Unidos participou dos Jogos Paralímpicos de Verão de 2012, em Londres, na Grã-Bretanha.O país competiu representado por 15 paratletas.

## Medalhistas
| Atleta                  | Esporte   | Evento                        | Medalha |
| ----------------------- | --------- | ----------------------------- | ------- |
| Abdulla Sultan Alaryani | Tiro      | R6-50m Carabina deitado - SH1 | Ouro    |
| Mohamed Hammadi         | Atletismo | 200 metros - T34              | Prata   |
| Mohamed Hammadi         | Atletismo | 100 metros - T34              | Bronze  |

## Desempenho

### Levantamento de peso
Masculino
| Atletas                 | Evento  | Resultado | Posição |
| ----------------------- | ------- | --------- | ------- |
| Mohammed Khamis Khalaf  | -90 kg  | DNF       | DNF     |
| Ahmed Khamis Albaloushi | +100 kg | NM        | NM      |